# Eskalera Karakola
Eskalera Karakola – hiszpański squat znajdujący się w madryckiej dzielnicy Centro działający od 1996.    

## Opis
Squat funkcjonuje na zasadach samorządności, a poprzez swoje działania popularyzuje idee anarchizmu feministycznego oraz niekiedy queer anarchizmu. W latach 1996–2005 znajdował się w dzielnicy Lavapiés, a obecnie działa przy ulicy Calle de Embajadores.     
Eskalera Karakola organizuje wiele działań kulturalnych, społecznych oraz politycznych dotykających różnego rodzaju problemów, m.in. przemocy domowej, pozycji kobiet w postindustrialnym kapitalizmie, praw osób transpłciowych czy ekologii. W 2002 stworzyła Laboratorium Kobiet (hiszp. Laboratorio de Trabajadoras), a od 1998 prowadzone są działania antyrasistowskie, w szczególności z imigrantkami. Eskalera Karakola uczestniczy również w organizacji Parady Równości oraz forum „Kobiety i architektura”. Bierze udział w wydarzeniach związanych z alter-globalizacją, takich jak Europejskie Forum Społeczne, i jest częścią europejskiej sieci nextGENDERATION. Publikuje przegląd Mujeres Preokupando (gra słowna między „Kobietami zatroskanymi” a „Kobietami przedskłotującymi”).    